# Кенгірбай-бі
Кенгірба́й-бі (каз. Кеңгірбай би) — село у складі Абайського району Абайської області Казахстану. Адміністративний центр та єдиний населений пункт Кенгірбайбійського сільського округу.
Населення — 896 осіб (2021; 1039 у 2009, 1237 у 1999, 1213 у 1989).
Національний склад станом на 1989 рік:
- казахи — 100 %

До 1996 року село називалося Олжабай.